# Наводнения в Южном Калимантане (2021)

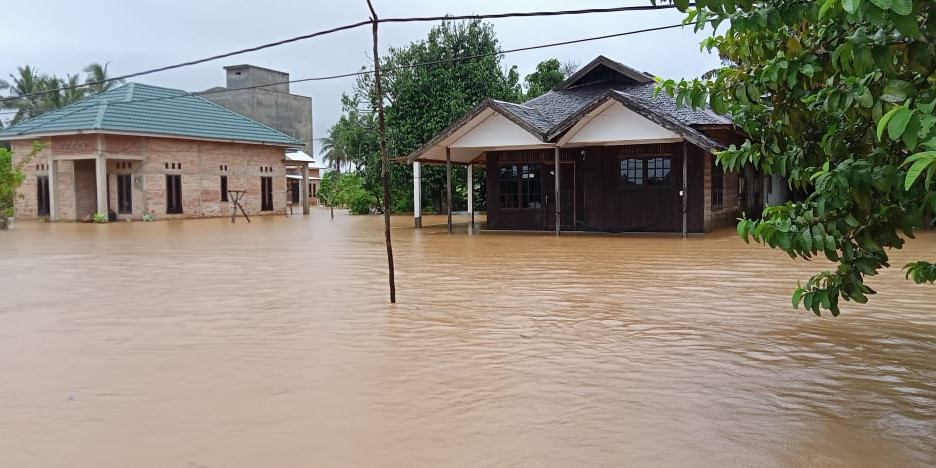
Потопление в Танахлауте.

Наводнения в Южном Калимантане (2021) — серия наводнений, произошедших в индонезийской провинции Южный Калимантан в январе-феврале 2021 года в результате разлива местных рек, прежде всего, Барито, причиной которого, в свою очередь, стали затяжные дожди. Начавшиеся на второй неделе января 2021 года, они стали самыми сильными стихийными бедствиями такого рода в данном регионе за последнее 50 лет. По данным 18 января, погибли 15 человек и многие из пострадавших до сих пор числятся пропавшими без вести. Из-за наводнений также были вызваны оползни. Наиболее пострадавшими территориями стали городской муниципалитет Банджармасин и округа Центральный Хулусунгай и Танахлаут. 2,600 человек были эвакуированы и более 20,000 пострадали от наводнений.
Национальная армия Индонезии приступила к помощи пострадавшим в наводнении.

## Критика реакции правительства
Индонезийские пользователи Сети раскритиковали недостаточное освещение наводнений в национальных СМИ. Президент Джоко Видодо написал в социальных сетях, что Индонезия в настоящее время борется с последствиями двух стихийных бедствий: оползней в западнояванском округе Сумеданг и землетрясения на Сулавеси, но не упомянул о наводнениях. Следовательно, хэштег "#KalselJugaIndonesia" (Южный Калимантан также является Индонезией) распространился в Твиттере в знак протеста против отсутствия освещения со стороны правительства.
Экологические активисты и оппозиция утверждали, что наводнения в Южном Калимантане также являются последствием неконтролируемых и неустойчивых инвестиций, приводящих к разрушению природы. Также было раскритиковано местное правительство, которое винило в наводнениях исключительно природу. Позже, президент опубликовал видео-обращение о катастрофе, объяснив, что он уже получил сообщение от губернатора Южного Калимантана Сахбирина Нура, и призвал обеспечить помощь пострадавшим от наводнений. Позже, 18 января, президент посетил затронутый регион в сопровождении местных руководителей.